# Michele Benedetti
Michele Benedetti (Parma, 17 dicembre 1984) è un tuffatore italiano.

## Biografia
Già appartenente al gruppo sportivo Fiamme Oro, è tesserato con la Marina Militare. Ha vinto una medaglia di bronzo nei tuffi sincronizzati dalla piattaforma, in coppia con Francesco Dell'Uomo, ai Campionati europei di Budapest 2006 ed un'altra, sempre di bronzo, ai Campionati Europei a Torino nel 2009, nella gara individuale dal trampolino da 3 metri. Ha stabilito il nuovo record italiano dalla piattaforma 10 m con il punteggio di 508,00 punti, al FINA Grand Prix di Roma nel 2007.
Nel 2011 ha partecipato ai Campionati europei di tuffi che si sono svolti in Italia a Torino, piazzandosi in settima posizione dal trampolino 3 metri sincro maschile con il compagno Tommaso Rinaldi. Entrambi sono allenati dal padre di Tommaso, Domenico Rinaldi.
Nell'agosto 2012, a Londra, ha partecipato ai Giochi della XXX Olimpiade. È stato eliminato al termine del turno preliminare, essendosi classificato ventesimo con 433,05 punti.
Nel luglio 2013 ha preso parte ai mondiali di Barcellona dove non è riuscito a superare la serie preliminare delle gare individuali di tuffi né nella specialità da 3 metri (28º con 356,40 punti) né in quella da 1 metro (26º con 303,10 punti).
Si è laureato presso l'Arizona State University.
È cugino per parte di madre dei tre fratelli Marconi: Tommaso, Nicola e Maria, tutti e tre tuffatori.

## Palmarès
- Europei di nuoto/ tuffi

Budapest 2006: bronzo nel sincro 10 m.
Torino 2009: bronzo nel trampolino 3 m.
- European Champions Cup

Stoccolma 2005: bronzo nel sincro 10 m.
Stoccolma 2007: bronzo nel sincro 10 m.